# Монтрёй (Па-де-Кале)
Монтрёй или Монтрёй-сюр-Мер (фр. Montreuil, Montreuil-sur-Mer) — коммуна во Франции, регион О-де-Франс, департамент Па-де-Кале, округ Монтрёй, кантон Берк. Город расположен в 77 км к западу от Арраса и в 105 км к юго-западу от Лилля, в 5 км от автомагистрали А16 «Европейская», на берегу реки Канш.
Население (2018) — 1 952 человека.

## История
Монтрёй впервые упоминается в летописях в 898 году. Расположенный на морском побережье Монтрёй в 988 году был единственным морским портом французского королевства Гуго Капета. В начале XIII века по приказу короля Филиппа II Августа на побережье был построен мощный замок, часть которого сохранилась до настоящего времени. В городе существовало несколько аббатств и много церквей, в которых хранились ценные реликвии, что привлекало в Монтрёй многочисленных паломников. В Средние Века население города достигало 10 тысяч человек.
В конце Средних Веков заиление Канша и отступление моря привело к сокращению торговли и, как следствие, численности населения. Монтрёй неоднократно был в центре военных действий между Англией и Францией, в июне 1537 года он был почти полностью разрушен.
В 1567 году король Карл IX приказал построить крепость на базе замка XIII века. Приблизительно в 1670 году Вобан усовершенствовал укрепления, построив цитадель и арсенал.
С XVIII века Монтрёй почти на полтора века „впадает в состояние летаргии“, которая была нарушена во время Первой мировой войны, когда в его стенах располагался штаб главнокомандующего английской армией, маршала Дугласа Хейга.
Монтрёй упоминается в двух известных литературных произведениях. Лоренс Стерн посетил его в 1765 году и отразил свои впечатления в романе «Сентиментальное путешествие по Франции и Италии». Он также является местом действия части событий романа Виктора Гюго «Отверженные» (по сюжету, здесь родилась Фантина и был мэром Жан Вальжан).

## Достопримечательности
- Цитадель Монтрёй около 1200 года, перестроенная в XIX веке
- Музей искусства и истории Роже-Родьер
- Церковь аббатства Сен-Сольв XII века, неоднократно разрушаемая и восстанавливаемая
- Часовня Святого Николая при средневековой больнице XIII века, восстановленная в XIX веке
- Часовня бывшего аббатства Святой Остреберты (Sainte-Austreberthe) XI века

## Экономика
Структура занятости населения:
- сельское хозяйство — 0,8 %
- промышленность — 4,7 %
- строительство — 1,7 %
- торговля, транспорт и сфера услуг — 43,1 %
- государственные и муниципальные службы — 49,7 %

Уровень безработицы (2017) — 15,4 % (Франция в целом — 13,4 %, департамент Па-де-Кале — 17,2 %). 

Среднегодовой доход на 1 человека, евро (2017) — 18 680 (Франция в целом — 21 110, департамент Па-де-Кале — 18 610).

## Демография
Динамика численности населения, чел.

## Администрация
Пост мэра Монтрёя с 2020 года занимает Пьер Дюкрок (Pierre Ducrocq). На муниципальных выборах 2020 года возглавляемый им правый список победил в 1-м туре, получив 55,13 % голосов.
| Период | Период | Фамилия      | Партия                                                       | Примечания             |
| ------ | ------ | ------------ | ------------------------------------------------------------ | ---------------------- |
| 1972   | 2008   | Бернар Пьон  | Объединение в поддержку республики Союз за народное движение | предприниматель        |
| 2008   | 2014   | Брюно Бетуар | Разные правые                                                | профессор университета |
| 2014   | 2020   | Шарль Бареж  | Союз демократов и независимых                                | врач                   |
| 2020   |        | Пьер Дюкрок  | Разные правые                                                |                        |

## Города-побратимы
- Слау, Великобритания
- Райнберг, Германия

## Знаменитые уроженцы
- Дени Ламбен (1516-1572), французский филолог

## Галерея

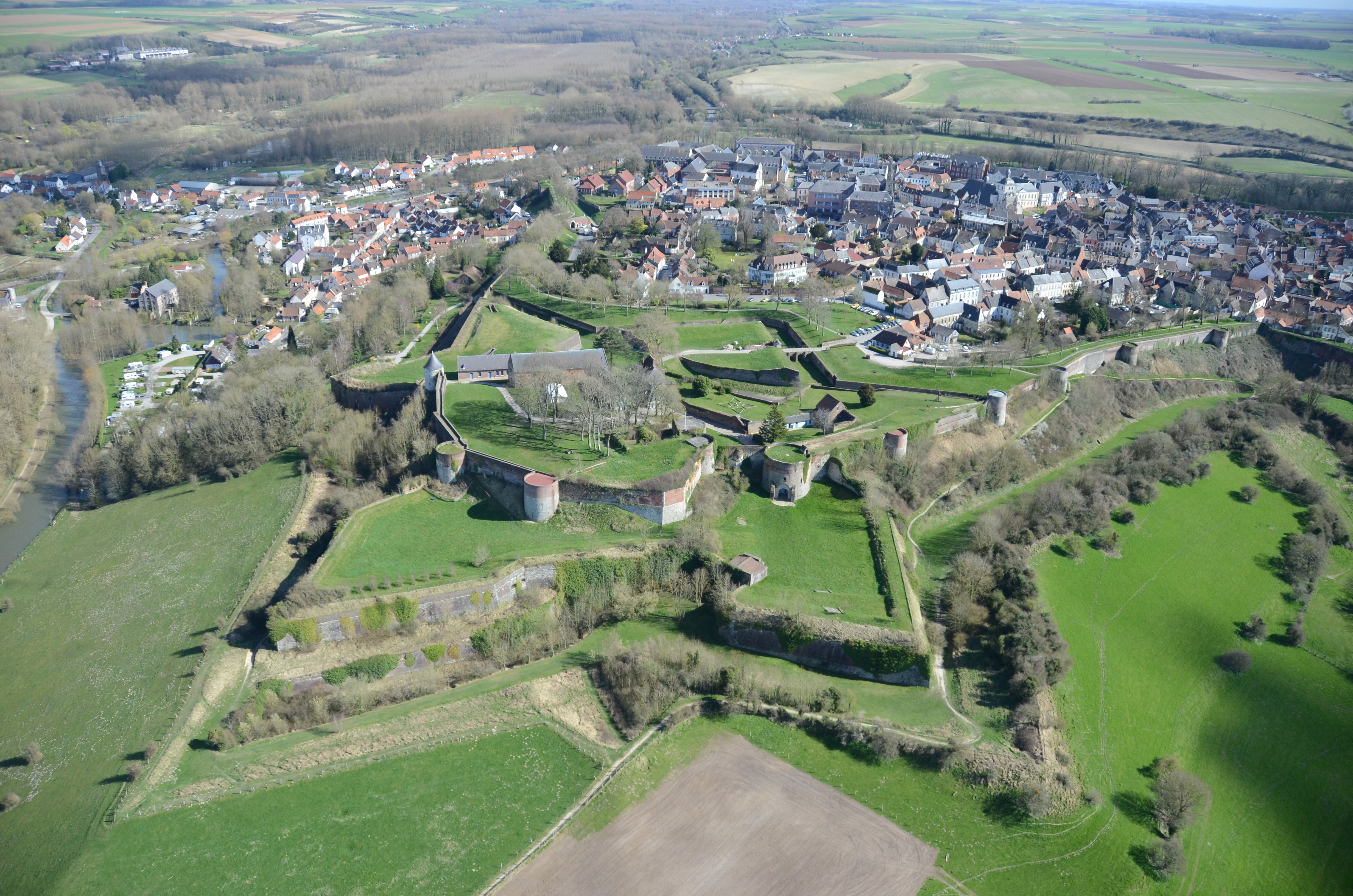
Цитадель
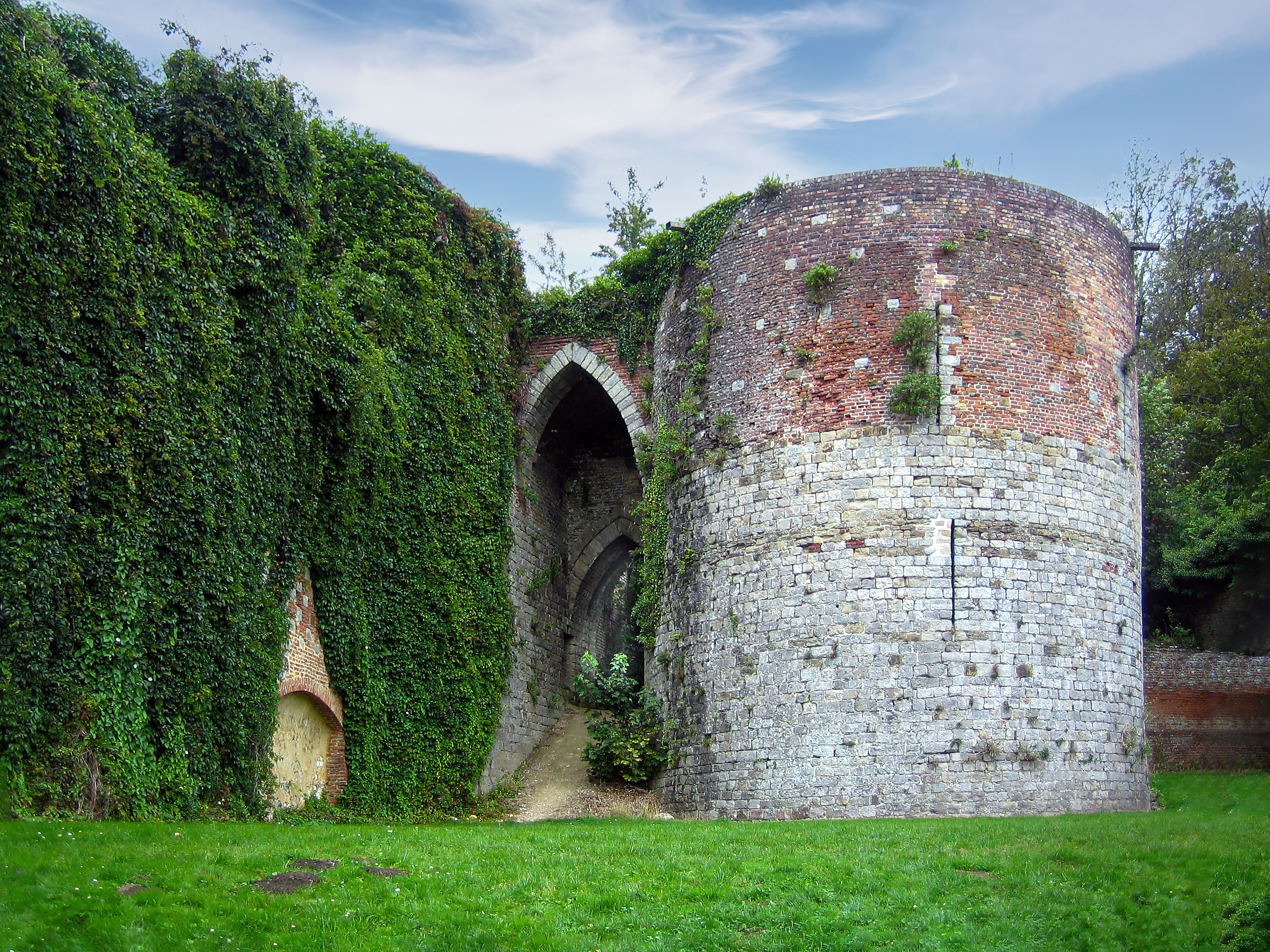
Башня XIII века
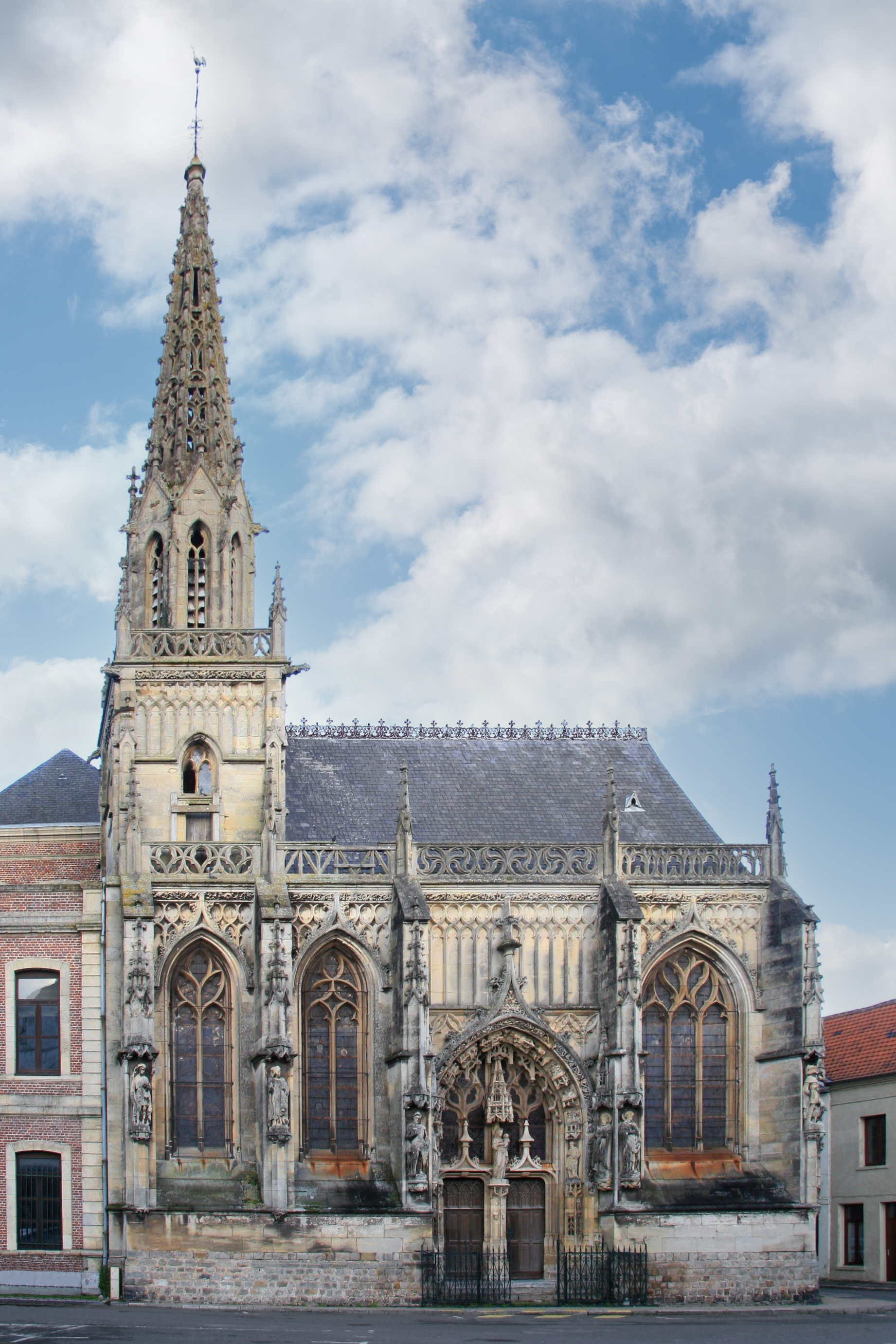
Часовня Святого Николая
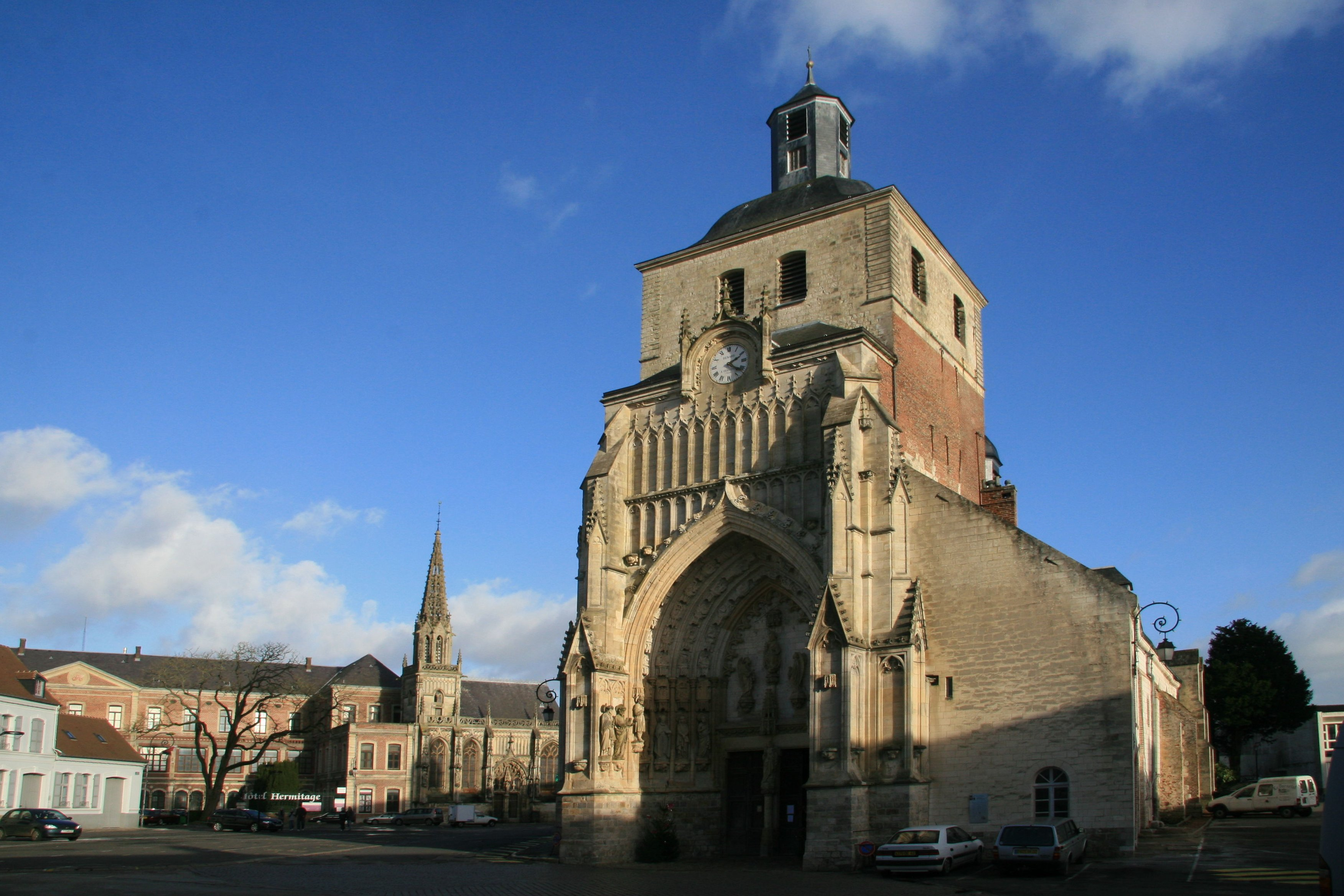
Церковь Сен-Сольв
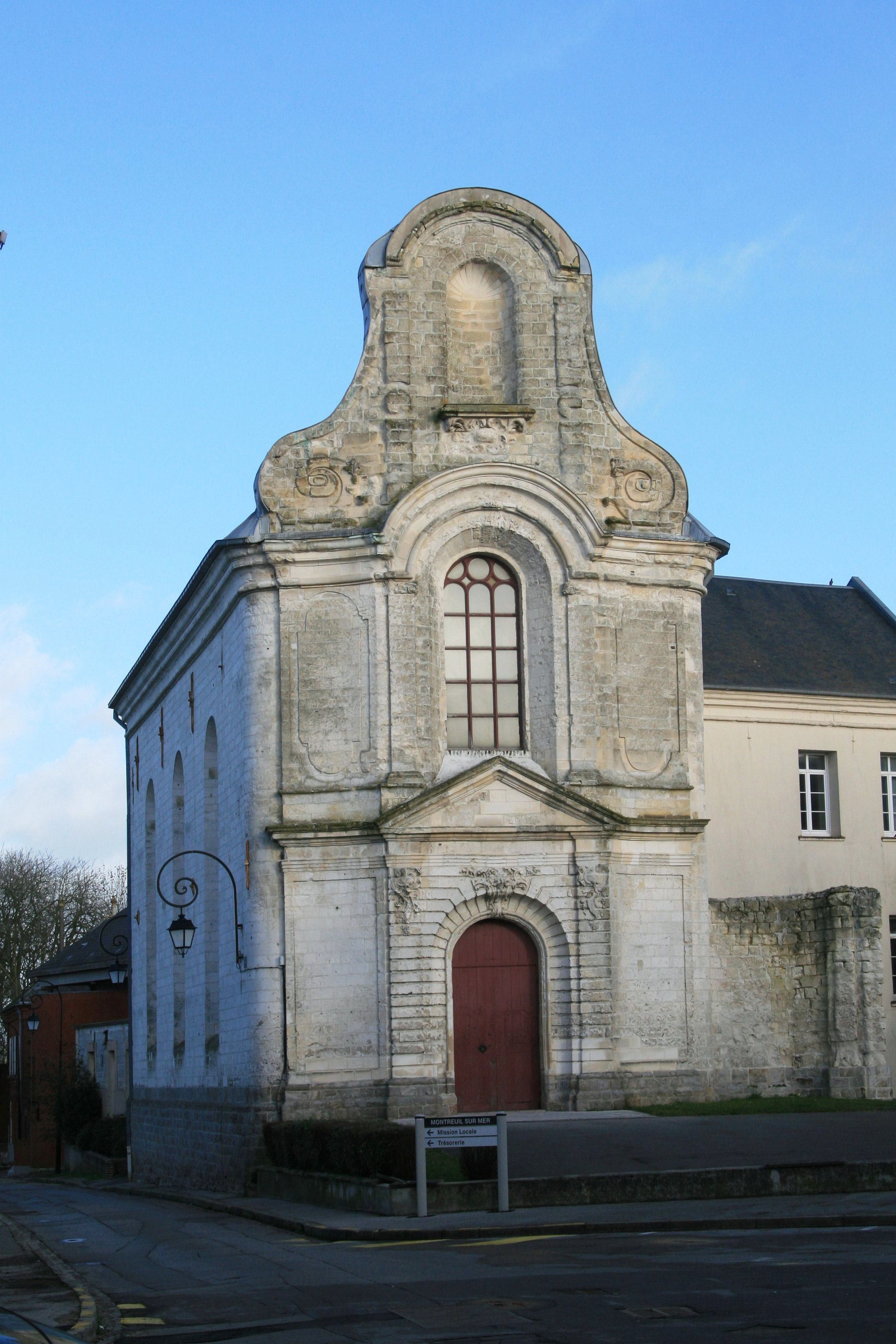
Часовня Святой Остреберты
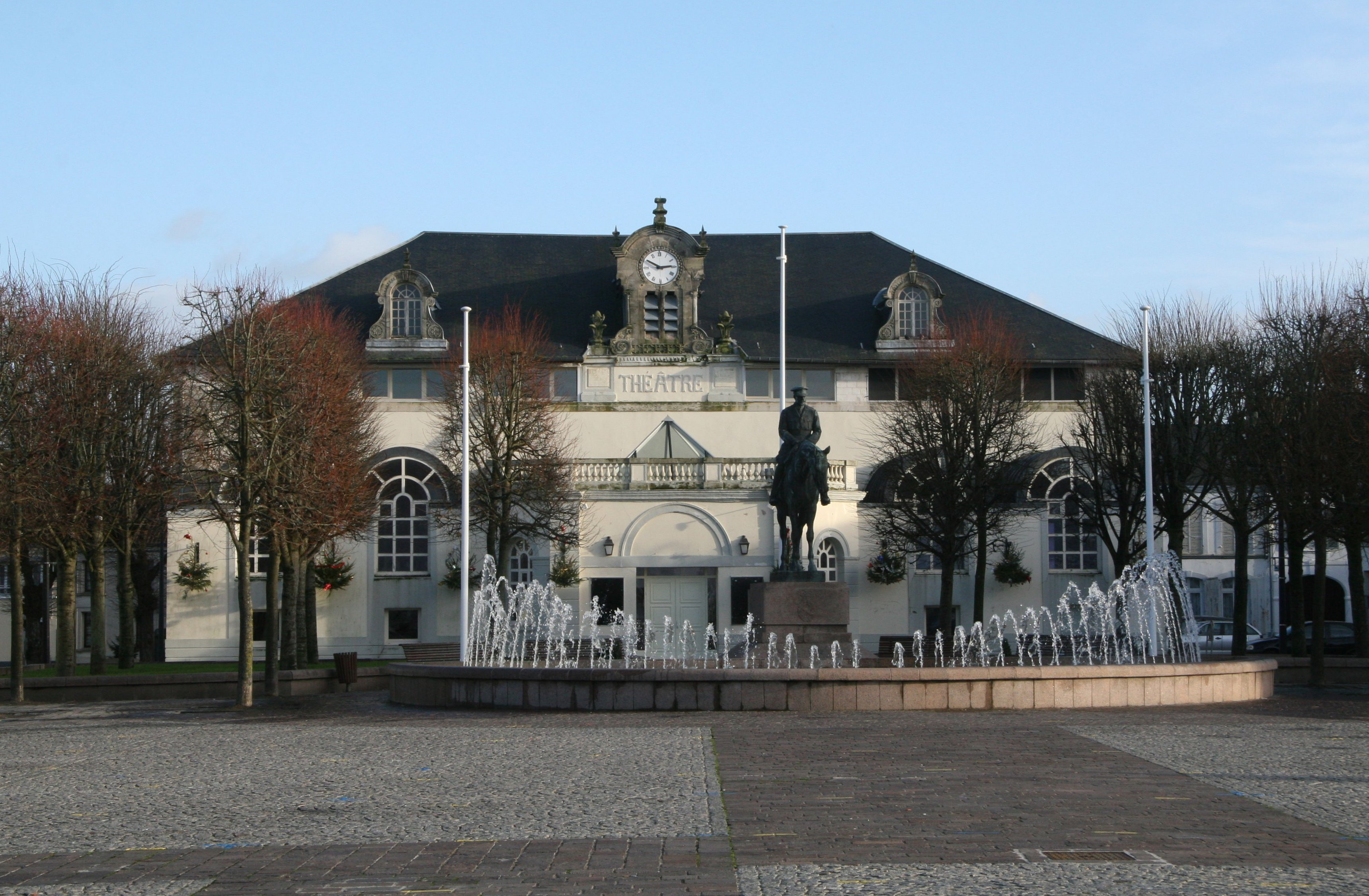
Городской театр

1. 1 2  база данных о французских коммунах — Национальный географический институт Франции, 2015.